# David Miller (ijshockeyer)
David Engelbert Miller  (Wilkie, 15 december 1925 - Victoria, 8 oktober 1996) was een Canadees ijshockeyer.
Miller was met zijn ploeg de Edmonton Mercurys de Canadese vertegenwoordiging tijdens de Olympische Winterspelen 1952 in Oslo, Miller speelde mee in alle acht de wedstrijden en maakte tien doelpunten. Miller won met zijn ploeggenoten van de Edmonton Mercurys olympisch goud.